# خیرخواهی مطلق
خیرخواهی مطلق (به انگلیسی: Omnibenevolence) در دیکشنری انگلیسی آکسفورد به عنوان «خیرخواهی نامحدود و بی‌نهایت» تعریف شده‌است. برخی فیلسوفان استدلال کرده‌اند که در نتیجه مسئله شر این غیر ممکن یا حداقل غیرمحتمل است برای یک الهه (یا خدا) که در کنار دانایی مطلق و قدرت مطلق چنین ویژگی‌ای را بروز دهد. با این حال، برخی فیلسوفان، همچون الوین پلانتینگا، بر شدنی‌بودن وجودِ در کنار هم این‌ها استدلال می‌کنند.